# Щека (Польща)
Ще́ка (пол. Szczeka) — село в Польщі, у гміні Ритв'яни Сташовського повіту Свентокшиського воєводства.
Населення — 427 осіб (2011).
У 1975—1998 роках село належало до Тарнобжезького воєводства.

## Демографія
Демографічна структура на день 31 березня 2011 року:
|          | Загалом | Допрацездатний вік | Працездатний вік | Постпрацездатний вік |
| -------- | ------- | ------------------ | ---------------- | -------------------- |
| Чоловіки | 207     | 51                 | 133              | 23                   |
| Жінки    | 220     | 51                 | 120              | 49                   |
| Разом    | 427     | 102                | 253              | 72                   |